# Robert McKimson
Robert "Bob" McKimson, Sr. (13 de octubre de 1910–29 de septiembre de 1977) fue un animador, ilustrador y director estadounidense conocido por su trabajo en las series de dibujos animados Looney Tunes y Merrie Melodies para Warner Bros.

## Biografía
Tras diez años de educación artística, McKimson comenzó a trabajar para Walt Disney. Estuvo en el estudio dos años antes de trabajar para Hugh Harman y Rudolf Ising. En 1946, McKimson fue promovido a director, reemplazando a Frank Tashlin. Compartió su puesto con Friz Freleng y Chuck Jones hasta que Warner Bros. cerró su estudio de animación en 1963. Durante este periodo, McKimson creó los personajes del Gallo Claudio y el Demonio de Tazmania, y dirigió los dibujos animados donde aparecían Hippety Hopper y El gato Silvestre. También creó a Speedy González para el cortometraje de 1953 Cat-Tails For Two.
McKimson es considerado por los críticos como un mejor animador que director. Su estilo es descrito como poco innovador en comparación a Jones o Freleng. Además, McKimson favorecía un estilo de actuación exagerado para sus personajes, en contraste a los cortos de Jones.
Aunque no alcanzó el estilo de Jones, o la habilidad musical de Freleng, McKimson es visto por algunos como el director con más talento artístico de Termite Terrace. En 1942, McKimson dibujó un retrato de Bugs Bunny, apoyado sobre un árbol y comiendo una zanahoria, este se convirtió en la imagen definitiva del personaje; ha sido imitada por numerosos artistas. McKimson fue, durante muchos años, el animador y diseñador más talentoso del estudio; creó el diseño definitivo de Bugs Bunny en 1943. Sus compañeros admiraban la habilidad de McKimson para dibujar sin líneas que lo guien.
Sin embargo, en 1953, el estudio de animación de Warner Bros. dejó de lado a la mayoría de sus empleados por seis meses. McKimson tuvo que buscar reemplazantes, los cuales no pudieron alcanzar el nivel de antes (la pérdida del escritor Warren Foster fue un cambio significativo). Este periodo tiene algunos méritos, con varios cortometrajes populares basados en el trabajo de Robert Gribbroek.
Warner Bros. cerró su estudio de animación en 1963, y McKimson se trasladó a DePatie-Freleng Enterprises, cuyos dueños eran Friz Freleng y David H. DePatie. En DePatie-Freleng, McKimson dirigió varios cortos de El Inspector y trabajó en dibujos animados de Looney Tunes y Merrie Melodies encargados por Warner Bros. En 1967, Warner abrió nuevamente su estudio; McKimson volvió a Warner en 1968 y trabajó hasta que fue cerrado definitivamente en 1969. Su último trabajo para Warner Bros. fue "Injun Trouble" con Cool Cat. "Injun Trouble" fue además el último corto original de Looney Tunes y Merrie Melodies en ser producido por el estudio de animación de Warner Bros. antes de ser cerrado.
En 1972, volvió a DePatie-Freleng para dirigir algunos cortos de La pantera rosa, junto a otras series.
McKimson murió en 1977. Sufrió un ataque cardíaco.

## Familia
Tenía dos hermanos –Charles McKimson y Tom McKimson– quienes también se dedicaron a la animación.